# Nerl' (affluente della Kljaz'ma)
Il Nerl' (in russo Нерль?) è un fiume della Russia europea centrale, affluente di sinistra della Kljaz'ma, appartenente al bacino idrografico del Volga. Per distinguerlo dal Nerl' affluente del Volga (detto Bol'šoj Nerl') a volte viene chiamato Nerl' Malaja o Nerl' Kljaz'menskaja.
Il fiume ha origine dalla palude Beloe nelle vicinanze del villaggio di Čency tra modestissimi rilievi collinari nella parte meridionale dell'oblast' di Jaroslavl' e fluisce inizialmente in direzione est, per poi piegare decisamente verso sud appena entrato nel territorio dell'oblast' di Ivanovo. Nel corso superiore, il fiume scorre tra alte sponde collinari ricoperte da foreste di conifere e miste. Più vicino alla foce, scorre tra prati. Confluisce nella Kljaz'ma qualche chilometro a valle della cittadina di Suzdal', nell'oblast' di Vladimir. Il fiume ha una lunghezza di 284 km. L'area del suo bacino è di 6 780 km².
Il fiume è interessato dal gelo da fine novembre-primi di dicembre a aprile.